# Манган
Манганът заема 25 място в менделеевата таблица, преходен метал. Атомната му маса е 54,9380. Намира се в VII Б (7) група. Открит е от шведския химик Карл Вилхелм Шееле. В чист вид е получен от шведския химик Юхан Готлиб Ган през 1774 г. при редукция на манганов диоксид с въглерод. Разтворим при широки граници на pH. Всички манганови съединения, особено на Mn(II), са силно отровни. Причинява различни заболявания – отслабване на зрението, слуха, треперене на крайниците, смърт. Манганът е тежкият метал, който най-трудно се премахва от замърсени води. Утаява се при химична неутрализация. Има микроорганизми, хемолитотрофни бактерии, които при pH около неутралното, окисляват 3 валентния манган до 4 валентен, чрез прекисен механизъм – генерират токсичните съединения.
При микробно дисимилативната сулфат-редукция част от мангана се утаява като магнезиев сулфид чрез сярна киселина. При високи концентрации на сярна киселина манганът се утаява по-трудно. Сорбцията е ефикасния механизъм за задържане на манган. При зимни условия растежът на микроорганизми е инхибирен, сорбцията чрез първата биомаса е ефикасен механизъм за отстраняване на разтворен манган от замърсени руди. Манганът е основен микроелемент в храната.

## Просто вещество
Манганът е сребристосив метал, твърд и високо топим. По външен вид прилича на желязото, но е по-твърд, не е така ковък и е по-ниско топим. В зависимост от температурата съществува в 4 кристални модификации: α-Mn под 720 °C, β-Mn 740 °C – 1060 °C, γ-Mn 1060 °C – 1140 °C, δ-Mn над 1140 °C.

## Разпространение, получаване и употреба
Манганът е между добре разпространените елементи, като съставя 0.09 масови (0.032 молни) процента от земната кора. Най-голямо практическо значение имат минералите пиролузит (MnO2), хаусманит (Mn3O4) и родохрозит(MnCO3).
Чист манган се получава при редукция на оксидите с въглерод, алуминий или силиций:
3Mn3O4 + 8Al → 9Mn + 4Al2O3; ΔH298 = -2519 kJ
За нуждите на черната металургия е удобно да се получава направо сплавта фероманган (60 – 90 % Mn и 40 – 10 % Fe), като във високи пещи се редуцира смес от MnO2 и Fe2O3. Манганът, прибавен към желязото повишава неговата твърдост и устойчивост на корозия. Сплав от 83 % Cu, 13 % Mn и 4 % Ni, наречена манганин, има високо електросъпротивление, което слабо се променя с повишаване на температурата и се използва в електротехниката за направа на реостати и др.

## Химични свойства
В създаване на химични връзки могат да участват всички 4s и 3d електрони, за това са възможни всички степени на окисление от 0 до VII, но характерни са II, IV, VI и VII. Най-стабилни са съединенията на Mn(II), а тези с по-висока степен на окисление са силни окислители. Всички манганови съединения са интензивно оцветени, с изключение на Mn2+ съединенията, които са бледо розови.
| Окислена форма | Редуцирана форма | E°, [V] |
| -------------- | ---------------- | ------- |
| MnO4-          | MnO42-           | +0,56   |
| MnO4-          | MnO2             | +1,69   |
| MnO4-          | Mn2+             | +1,32   |
| MnO42-         | MnO2             | +2,26   |
| MnO2           | Mn3+             | +0,95   |
| MnO2           | Mn2+             | +1,29   |
| Mn3+           | Mn2+             | +1,51   |
| Mn2+           | Mn               | -1,185  |

На въздух се покрива с оксидна корица, която лесно се разрушава при нагряване. Реагира лесно с кислород и сяра, като се получават смесени оксиди и сулфиди. Реагира бурно (гори) с флуор и хлор до MnF2 и MnCl2 съответно. При висока температура (1200 °C) реагира с азота до Mn3N2 и въглерода до Mn3C. Не са познати хидриди. В реда на относителна активност, манганът е преди водорода (E°M2+/M = -1,185V) и реагира с разредени киселини, като дава соли на Mn2+
Mn + 2HCl → MnCl2 + H2
На студено конц. HNO3 го пасивира.
Във воден разтвор Mn2+ е под формата на аквакомплекса [Mn(H2O)6]2+, при който оцветяването се дължи на малко вяроятен d-d преход. Поради това, съединенията на Mn(II) слабо абсорбират светлината и имат бледо оцветяване.

### Оксиди и хидроксиди
| Степен на окисление | Оксид | Хидроксид          |
| ------------------- | ----- | ------------------ |
| +2                  | MnO   | Mn(OH)2            |
| смесен              | Mn3O4 | *                  |
| +3                  | Mn2O3 | MnO(OH)            |
| +4                  | MnO2  | Mn(OH)4 или H2MnO3 |
| +7                  | Mn2O7 | HMnO4              |

Мангановият оксид е сиво-зелен, с нестехиометричен състав MnO1.00 до MnO1.05. Получава се при редукция на MnO2 с водород или при термична дисоциация на манганов карбонат. Има основни отнасяния, разтваря се в киселини и дава съответните соли на Mn(II)
MnO + 2H3O+ + 3H2O → [Mn(H2O)6]2+
Не се разтваря във вода, а хидроксидът се получава при утаяване на Mn2+ в алкална среда:
Mn(NO3)2 + 2NaOH → Mn(OH)2↓ + 2NaNO3
Мангановият хидроксид е бяла, неразтворима във вода утайка (pKs=17,4), която постепенно потъмнява от въздуха:
Mn(OH)2 + 1/2O2 → 2MnO(OH) + H2O
2MnO(OH) + 1/2O2 + 3H2O → 2Mn(OH)4
Проявява предимно основни свойства, реагира с киселини и дава соли на Mn(II), но при нагряване до висока температура реагира и с основи:
Mn(OH)2 + 4OH- → [Mn(OH)6]4-

### Халогениди и оксохалогениди
| Степен на окисление | Флуорид               | Хлорид       | Бромид       | Йодид       |
| ------------------- | --------------------- | ------------ | ------------ | ----------- |
| +2                  | MnF2, бледо розов     | MnCl2, розов | MnBr2, розов | MnI2, розов |
| +3                  | MnF3, червеновиолетов | -            | -            | -           |
| +4                  | MnF4, син             | MnCl4        | -            | -           |

Халогенидите на Mn(II) са твърди, кристални вещества с йонна структура, много разтворими във вода, с изключение на MnF2, който е по-слабо разтворим. Получават се при реакция на манган, манганов диоксид или карбонат със съответната халогеноводородна киселина:
MnCO3 + 2HX → MnX2 + CO2 + H2O; (X = F, Cl, Br, I)
Кристализират като кристалохидрати с 2 или 4 молекули вода – MnCl2.2H2O или MnCl2.4H2O.
При реакция с алкални халогениди се получават комплекси, с коорединационно число 4 или 6:
MnCl2 + 2KCl → K2[MnCl4] и
MnF2 + 4KF → K4[MnF6]
В трета степен на окисление е получен само мангановият трифлуорид (MnF3), чрез флуориране на Mn(II) халогениди. Има структура на деформиран октаедър, разлага се при 600 °C:
2MnF3 → 2MnF2 + F2
За Mn(IV) са известни MnF4 и MnCl4, получават се при реакция на манган със съответния халогенид.
Халогениди в по-високите степени на окисление не са получени.
От оксохалогенидите на мангана са получени MnOCl3, MnO2Cl2, MnO3F и MnO3Cl. Те са нестабилни течности, със зелен до кафяв цвят. Във вода хидролизират до съответните осокиселини:
MnO3F + H2O → HMnO4 + HF

## Токсични свойства
Манганът и неговите съединения са токсични.